# Accord de Hoyvík
L'accord de Hoyvík est un accord de libre-échange entre l'Islande et les îles Féroé signé le 31 août 2005 dans la ville de Hoyvík. Il concerne la libre circulation des biens, des services et des capitaux mais aussi des personnes entre les deux territoires. 